# Марек Бєнчик
Марек Бєнчик (пол. Marek Bieńczyk, нар. 6 липня 1956) — польський постмодерністичний письменник, історик літератури, перекладач з французької мови, есеїст, енолог.

## Діяльність
Вивчав романістику на Варшавському університеті. Працює в Інституті літературних досліджень Польської Академії Наук як історик літератури. Викладає в Літературно-мистецькій студії Ягеллонського університету в Кракові. Співпрацює з католицьким тижневиком «Tygodnik powszechny» та французьким квартальником «L'atelier du roman». Знавець літератури польського романтизму та сучасної французької гуманістики. У науці дебютував текстом «Чорна людина. Зиґмунт Красінський в стосунку до смерті» (1990). Як письменник прославився після публікації роману «Термінал» (1994). Це історія «післясучасної» любові двох стипендистів, що прибули з різних сторін світу до Франції.
Член Міжнародної федерації вин і спиртних напоїв журналістів і письменників (F.I.J.E.V.), співпрацює з краківським Collegium Vini. Автор есе та колонок на тему вина в польській пресі. Разом із Войцехом Бонковським створив перший польський енологічний путівник «Вина Європи».
У жовтні 2012 року став лауреатом Літературної нагороди Nike за збірку есе «Книга облич». Українською мовою в збірці «Тотальний футбол» (вид. «Грані-Т», 2012) вийшло його есе «Останній штрафний. Варшава» (пер. Богдана Матіяш).